# Chat Noir
Chat Noir (francés para 'gato negro') es un cabaret y teatro de revistas en Oslo, Noruega. Fue establecido en 1912 por Bokken Lasson. El actual director es Tom Sterri.

## Establecimiento
Chat Noir fue establecido como un cabaret en 1912 por la cantante Bokken Lasson y su posterior esposo, el escritor Vilhelm Dybwad, modelado según el cabaret parisino Le Chat Noir del siglo XIX.
Durante una visita a París a principios de la década de 1890, Bokken Lasson encontró la inspiración de su vida. Experimentó los cabarets literarios de la época y artistas como Yvette Guilbert. Los años siguientes, ella recorrió ciudades europeas, usando un traje compuesto por ella misma, cantando canciones gitanas y tocando el laúd, actuando en la calle, en restaurantes, cabarets y ocasionalmente en comedias musicales.
Chat Noir abrió el 1 de marzo de 1912 en el edificio Tivoli. Bokken Lasson dirigió el cabaret desde 1912 hasta 1917.
Chat Noir se convirtió en un lugar de encuentro cultural, con los artistas Christian y Oda Krohg (hermana de Bokken) como figuras principales. Su hijo Per Krohg pintó las primeras decoraciones. Al principio, Chat Noir era un cabaret literario. Herman Wildenvey y Arnulf Øverland contribuyeron con poesía, Vilhelm Dybwad compuso melodías y Bokken Lasson cantaba. En 1913 se presentó la primera revista, llamada 1913, en Chat Noir. En 1916 se presentó a Lalla Christensen, cantando canciones infantiles. Lalla – posteriormente casada Carlsen – estuvo comprometida con Chat Noir hasta 1947 y se convirtió en una de las artistas de revistas más populares de Noruega.

## Post Primera Guerra Mundial

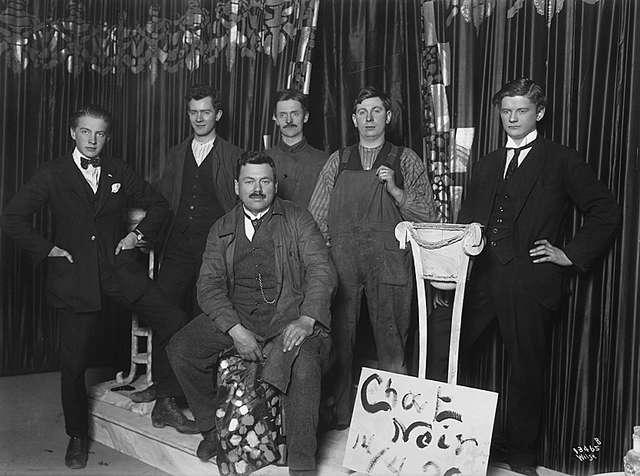
Grupo de actores de Chat Noir en 1920.

Victor Bernau dirigió el teatro desde 1920 hasta 1928, y durante este período Chat Noir ganó su reputación como un teatro de revistas moderno. Johan Henrik Wiers-Jenssen asumió como gerente a partir de 1926, con Bernau como director artístico los primeros años.

## Segunda Guerra Mundial
Durante la ocupación de Noruega por la Alemania nazi durante la Segunda Guerra Mundial, los teatros privados, incluido Chat Noir, continuaron presentando obras, pero el material estaba sujeto a censura.
Al inicio de la huelga teatral el 21 de mayo de 1941, cuando seis actores del Nationaltheatret fueron despedidos por las autoridades nazis, el director Wiers-Jenssen canceló rápidamente un estreno poco antes de que el público entrara.

## Posguerra
Jens Book-Jenssen fue gerente desde 1947 hasta 1950. Ernst Diesen fue gerente desde 1950 hasta 1953. En 1954, Chat Noir se declaró en bancarrota, tras acusaciones de evasión de impuestos. Desde 1954 hasta 1959, Book-Jenssen fue gerente. Desde 1959 hasta 1963, Chat Noir fue alquilado por Egil Monn-Iversen. El teatro fue gravemente dañado por un incendio en 1963, pero después de ser rehabilitado reabrió en 1964, cuando Einar Schanke fue el nuevo gerente. A partir de 1971, Chat Noir fue alquilado por el municipio de Oslo, y la escena se utilizó para revistas, musicales y otras representaciones teatrales. La década de 1980 vio revistas de Dag Frøland y Dizzie Tunes en Chat Noir. Desde 1996, Chat Noir fue nuevamente un teatro privado, y el nuevo gerente fue Tom Sterri.